# Classement du meilleur jeune du Tour d'Espagne
Le classement du meilleur jeune du Tour d'Espagne, créé en 2017, est l'un des classements annexes du grand tour espagnol. Il s'agit d'un classement qui récompense le meilleur coureur de 25 ans et moins du classement général. Au cours de la course, le leader du classement porte pour le différencier un maillot blanc.

## Histoire
Ce classement apparaît en 2017, sans qu'il soit attribué un maillot distinctif à son leader, mais un dossard rouge. Il est sponsorisé par le quotidien espagnol As. À partir de l'édition 2019, le leader de ce classement porte le maillot blanc, qui était jusqu'à présent associé au classement du combiné (qui disparaît alors),.

## Palmarès
| Année | Nom                | Pays     | Équipe                 | Classement général | Autres classement |
| ----- | ------------------ | -------- | ---------------------- | ------------------ | ----------------- |
| 2017  | Miguel Ángel López | Colombie | Astana                 | 8e                 | -                 |
| 2018  | Enric Mas          | Espagne  | Quick-Step Floors      | 2e                 | -                 |
| 2019  | Tadej Pogačar      | Slovénie | UAE Emirates           | 3e                 | -                 |
| 2020  | Enric Mas          | Espagne  | Movistar               | 5e                 | -                 |
| 2021  | Gino Mäder         | Suisse   | Bahrain Victorious     | 5e                 | -                 |
| 2022  | Remco Evenepoel    | Belgique | Quick-Step Alpha Vinyl | 1er                | Général           |
| 2023  | Juan Ayuso         | Espagne  | UAE Team Emirates      | 4e                 | -                 |
| 2024  | Mattias Skjelmose  | Danemark | Lidl-Trek              | 6e                 | -                 |

## Statistiques

### Multiples vainqueurs
| # | Vainqueurs | Pays    | Nombre de victoires | Années     |
| - | ---------- | ------- | ------------------- | ---------- |
| 1 | Enric Mas  | Espagne | 2                   | 2018, 2020 |

### Victoires par pays
| # | Pays     | Nombre de victoires | Nombre de vainqueurs différents | Dernière victoire         |
| - | -------- | ------------------- | ------------------------------- | ------------------------- |
| 1 | Espagne  | 3                   | 2                               | Juan Ayuso (2023)         |
| 2 | Belgique | 1                   | 1                               | Remco Evenepoel (2022)    |
| 2 | Colombie | 1                   | 1                               | Miguel Ángel López (2017) |
| 2 | Slovénie | 1                   | 1                               | Tadej Pogačar (2019)      |
| 2 | Suisse   | 1                   | 1                               | Gino Mäder (2021)         |
| 2 | Danemark | 1                   | 1                               | Mattias Skjelmose (2024)  |